# Deoksugung
Deoksugung (även kallat Gyeongungung) är ett palats i Seoul i Sydkorea. Det var huvudresidens åt kungafamiljen mellan 1592 och 1618, och mellan 1895 och 1919. 
Det är ett av de "Fem ståtliga palatsen", bestående av Changdeokgung, Changgyeonggung, Deoksugung, Gyeongbokgung och Gyeonghuigung, som fungerade som kungliga residens åt Joseondynastin.
Det var ursprungligen bostad åt kronprins Wolsan, som var tronföljare 1460-1470. Sedan samtliga andra kungliga palats hade brunnit ned under Japans invasion av Korea 1592-1598 användes det av kungliga hovet fram till att Changdeokgung reparerats 1618. 
Efter mordet på drottning drottning Min Myongsong i Gyeongbokgung 1895 flyttade hovet till Gyeongbokgung (Deoksugung). Under denna tid uppfördes även flera byggnader i västerländsk stil på palatsområdet. Kung Gojong av Korea avsattes 1907 av japanerna och hölls sedan fången här till sin död 1919. Hans efterträdare som titulärkung bodde dock i Changdeokgung, som blev det sista kungaresidenset.
Under den japanska ockupationen 1910-1945 revs en tredjedel av byggnaderna i palatskomplexet och parken öppnades för allmänheten.

## Galleri

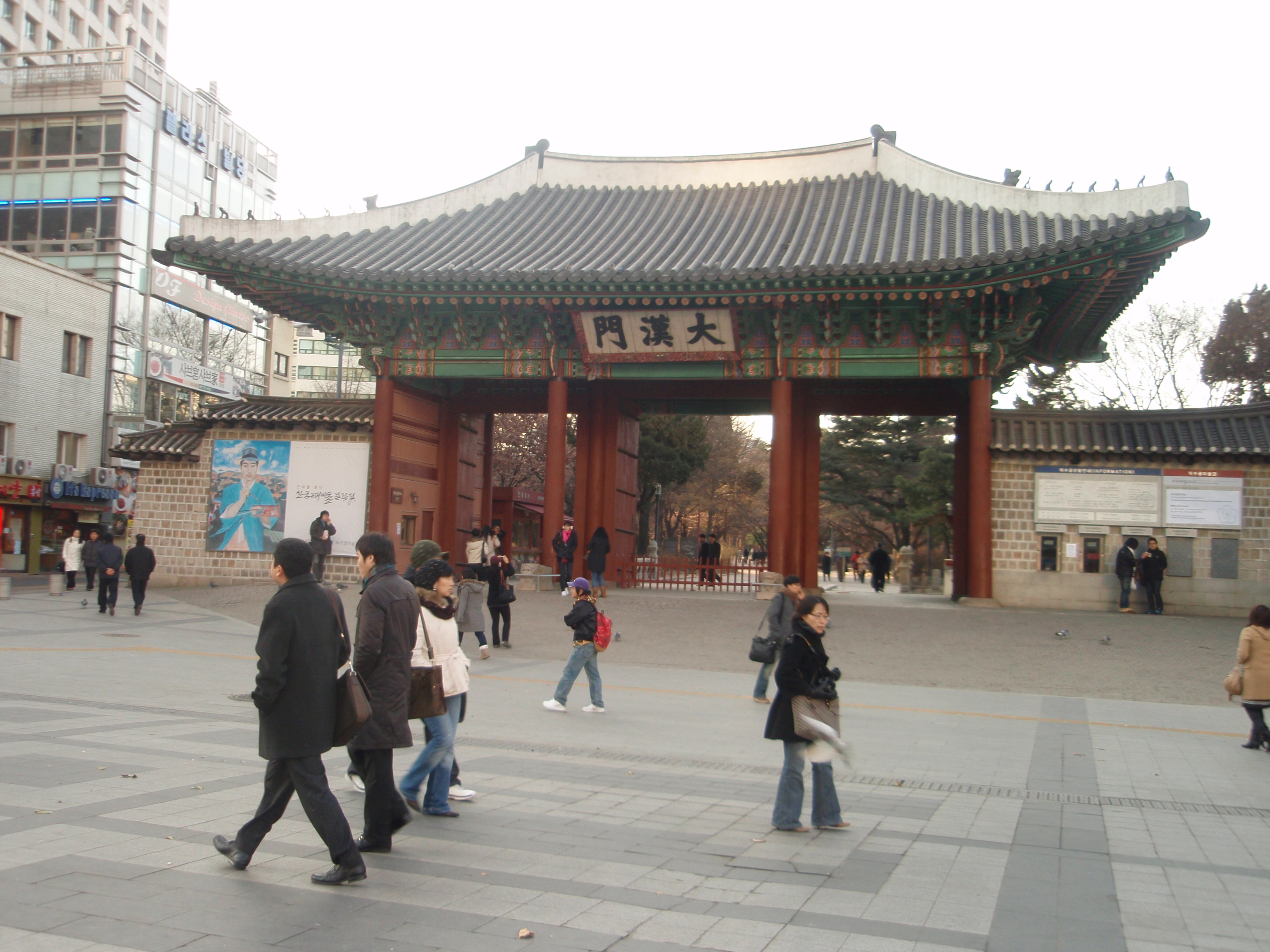
Daehanmun Deoksugung ROK
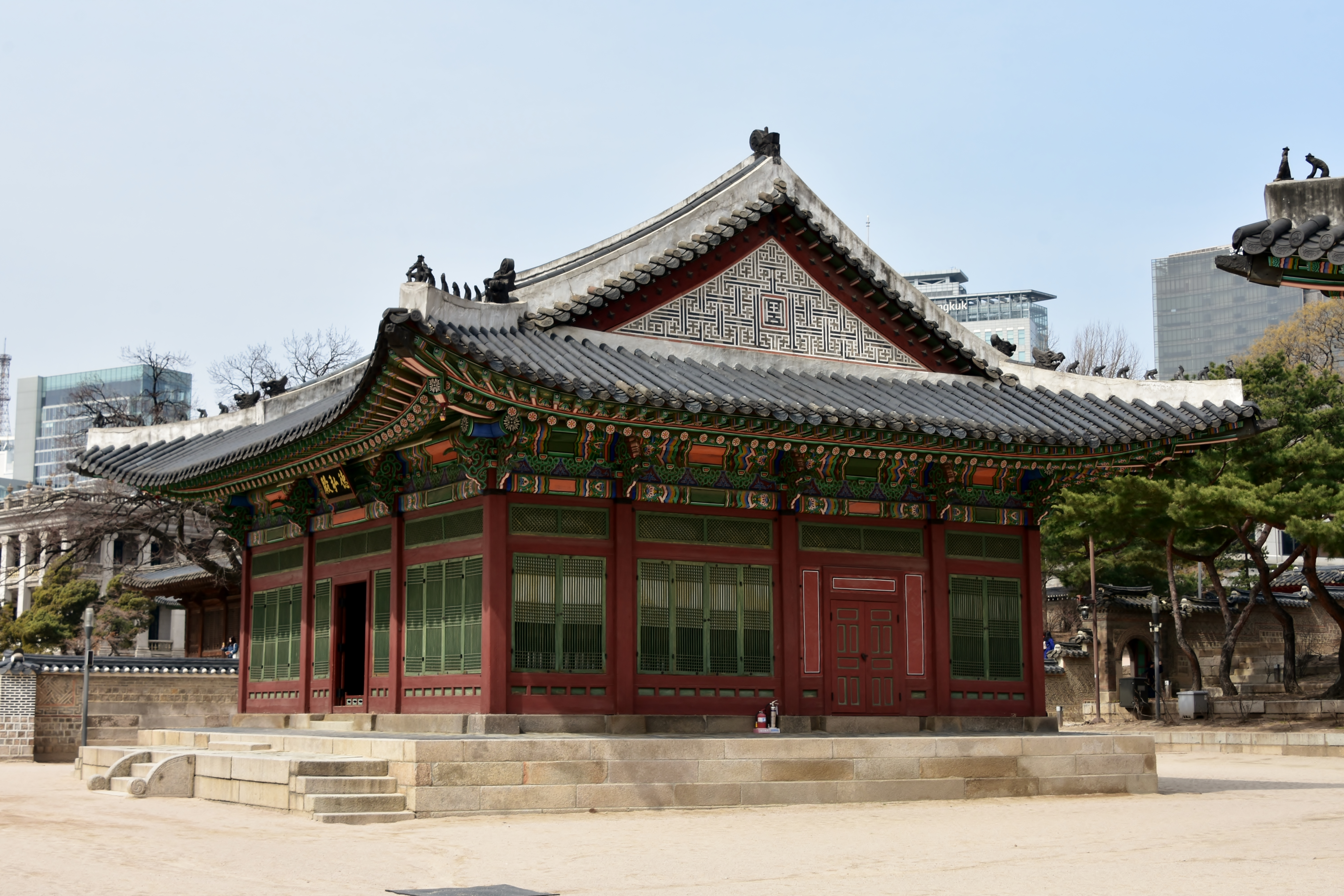
Deoksugung Palace, Seoul (38) (40405381734)
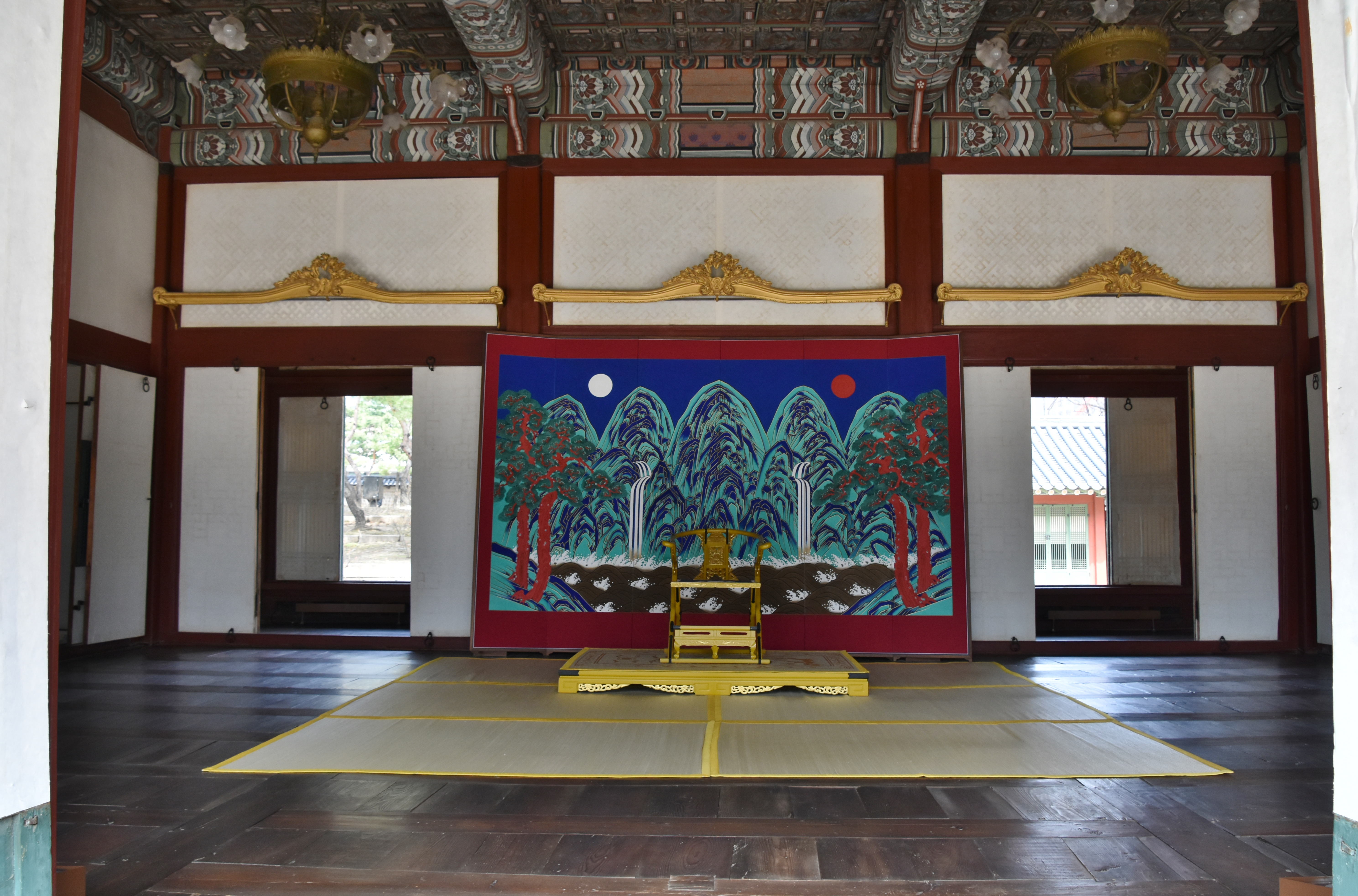
Deoksugung Palace, Seoul (43) (27243147798)
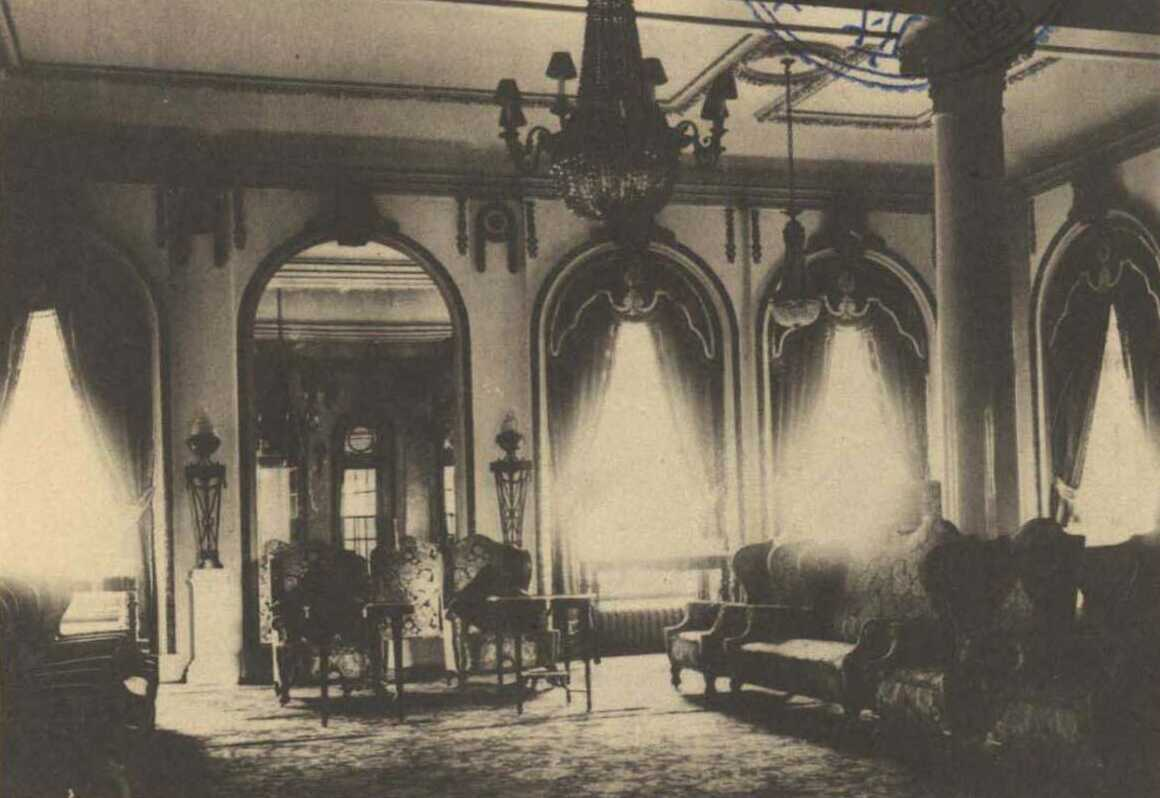
석조전 내부 (덕수궁사) (cropped)
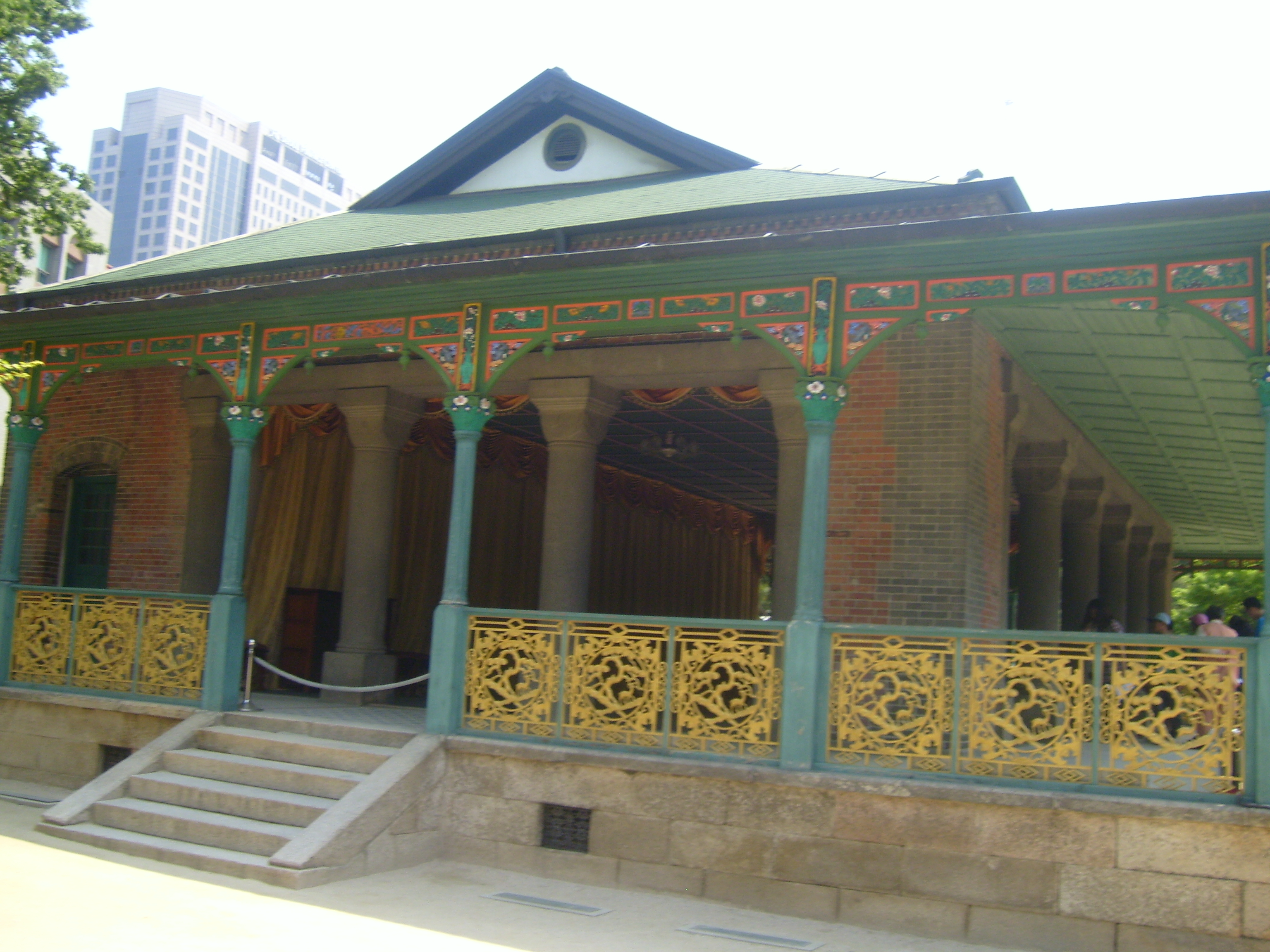
KSH Jeongdong (37)
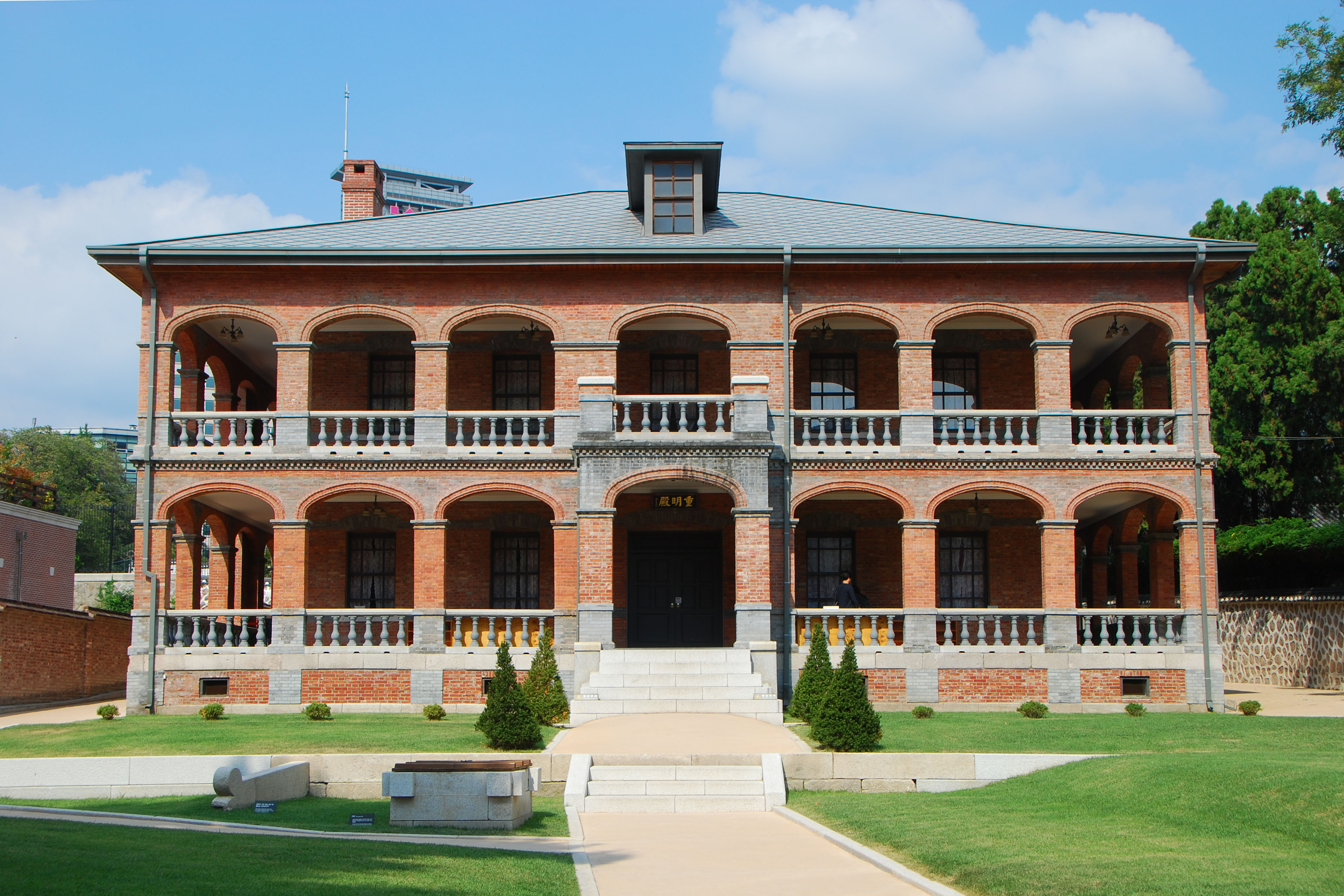
Joongmyeongjeon
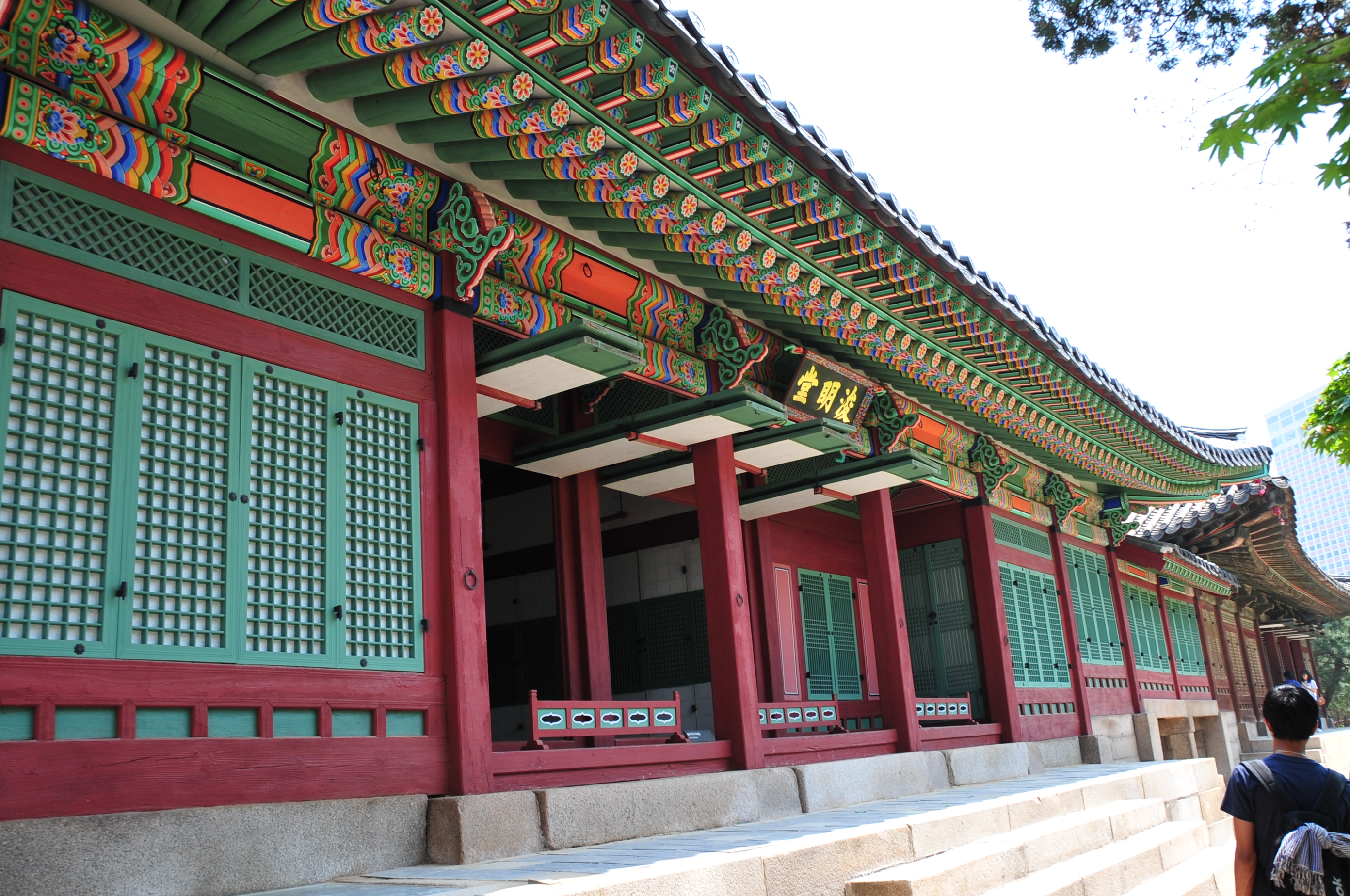
JunMyong dang2
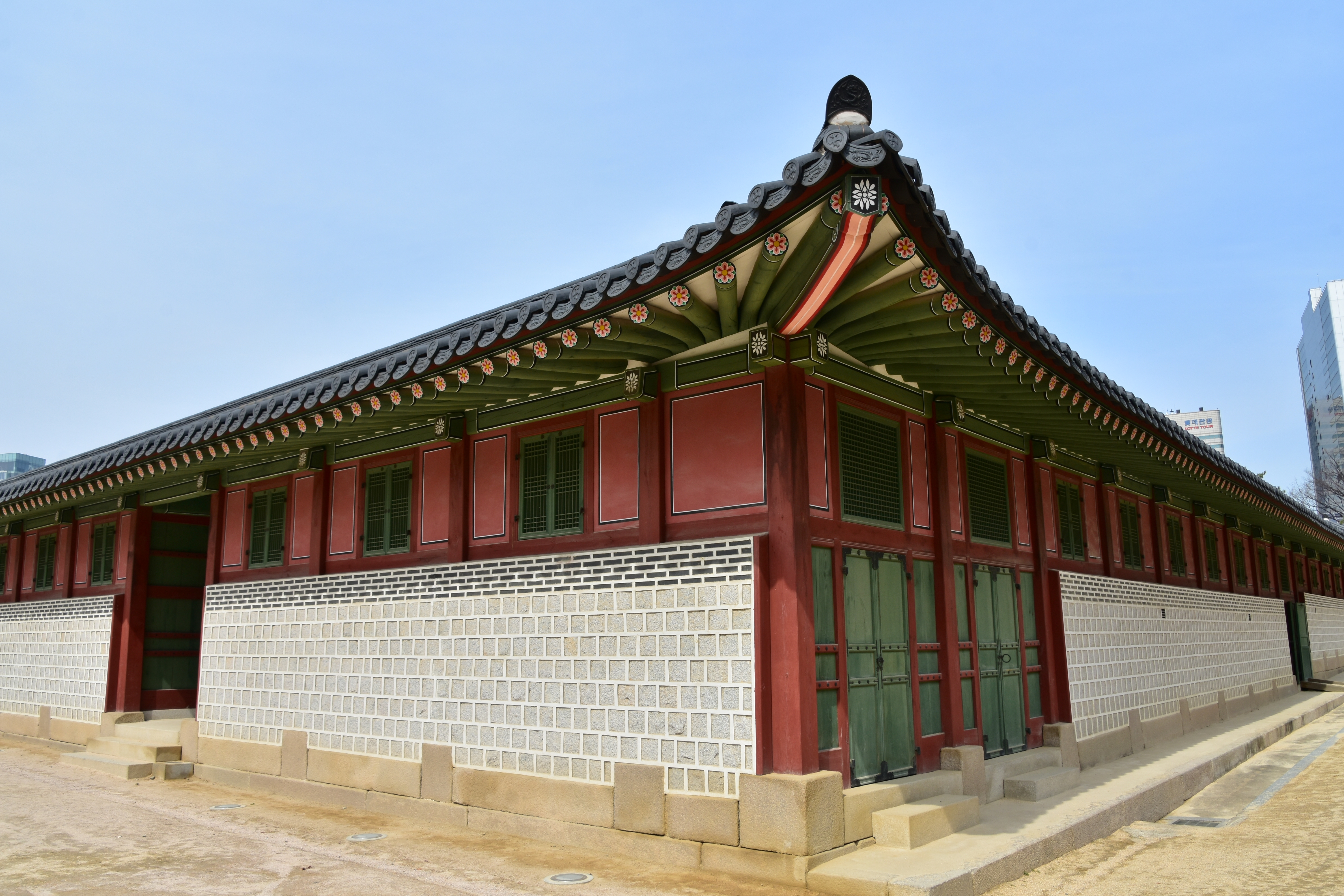
Deoksugung Palace, Seoul (36) (40405416264)
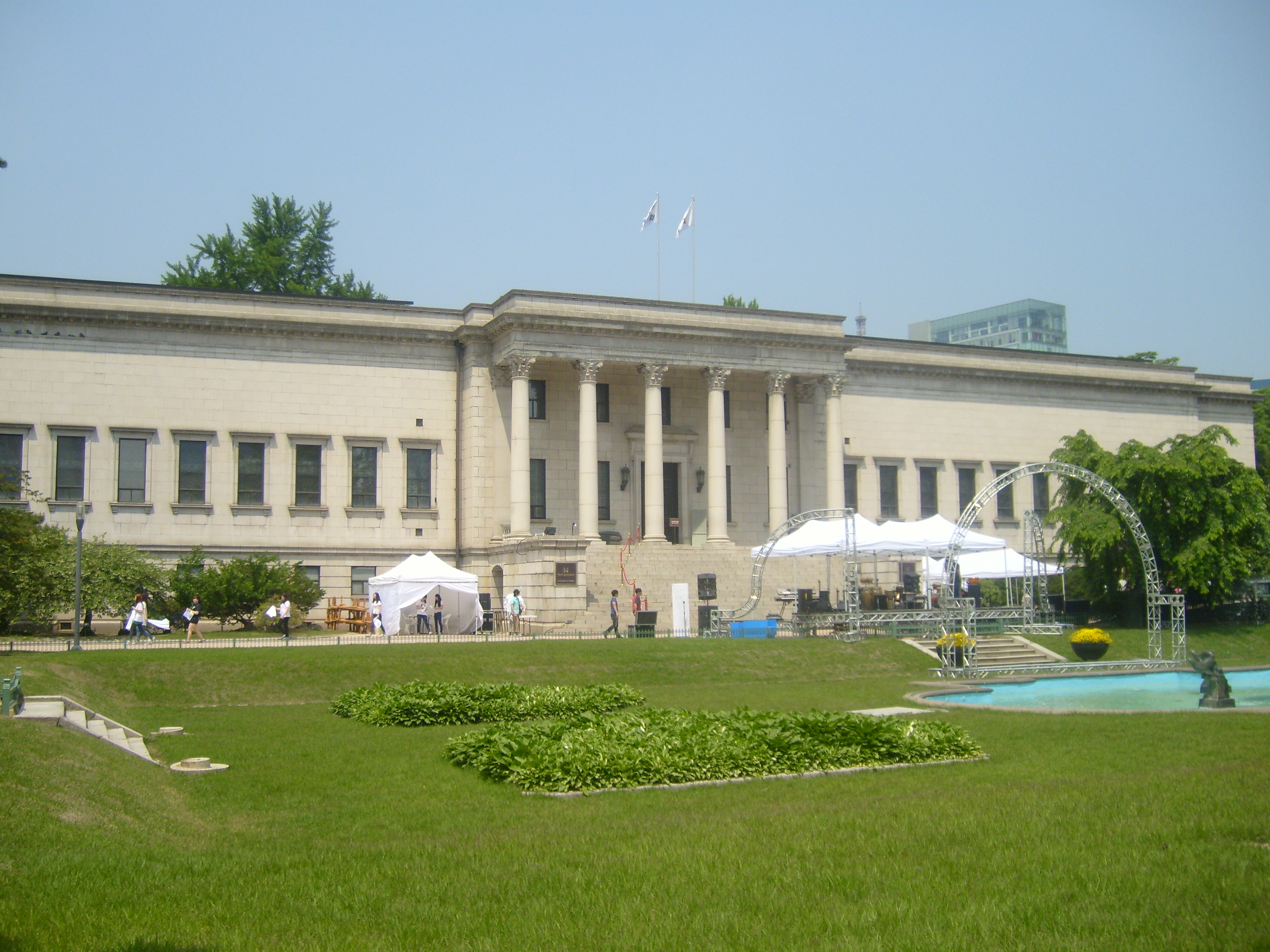
KSH Jeongdong (15)
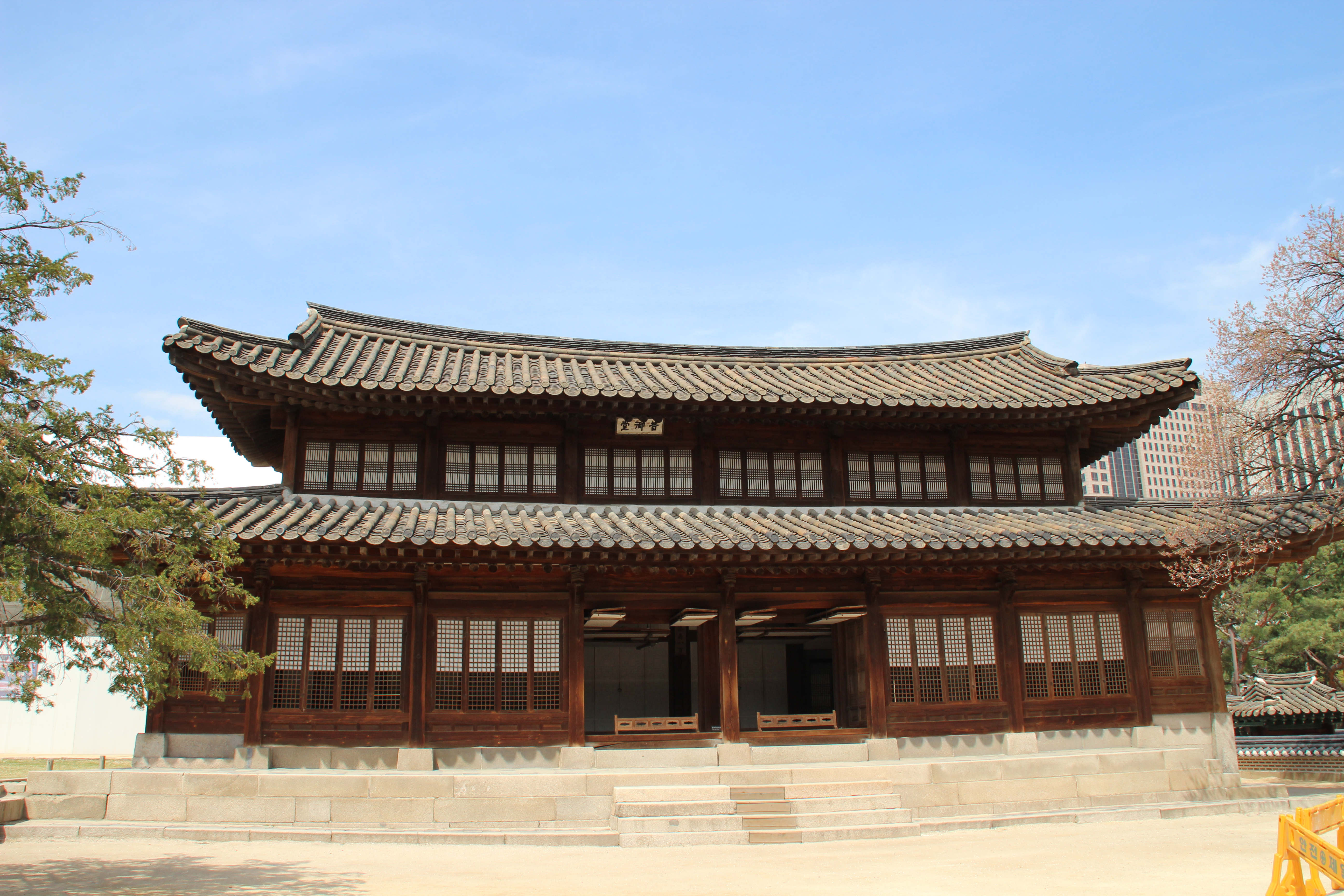
Seokeodang in the Deoksugung Palace
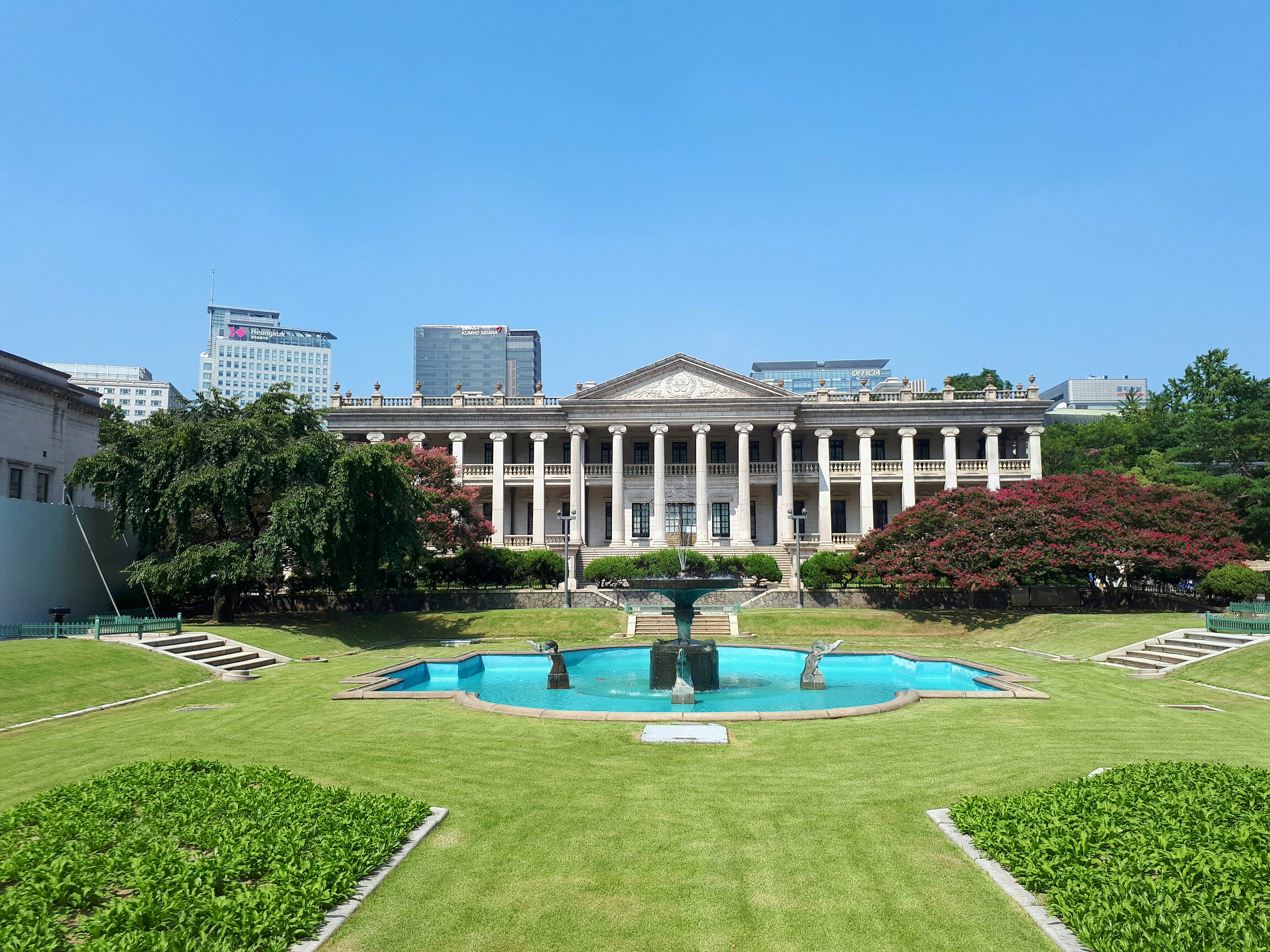
Seokjojeon